# 星尾 (群馬県南牧村)
星尾（ほしお）は、群馬県甘楽郡南牧村の大字。

## 地理

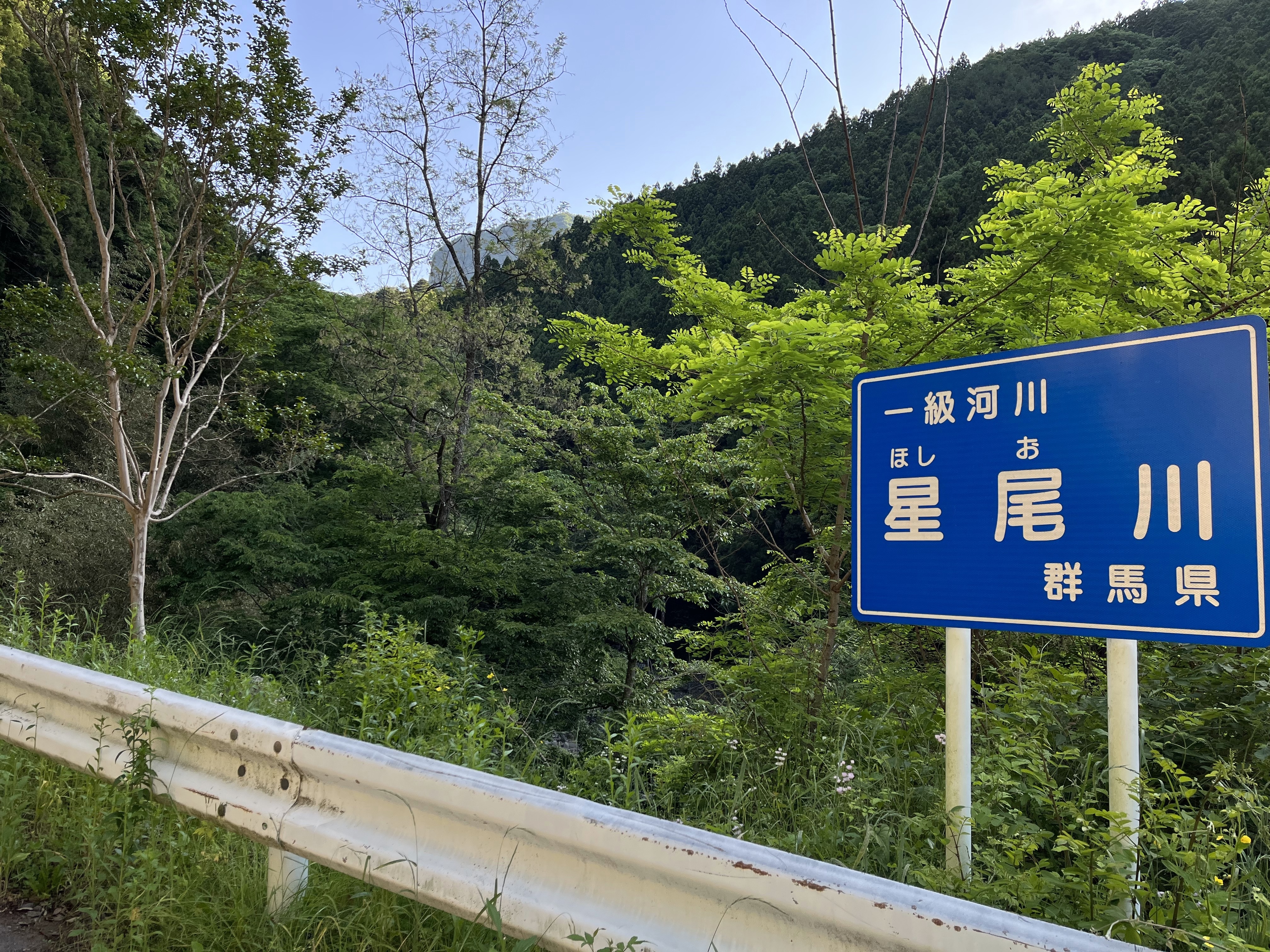

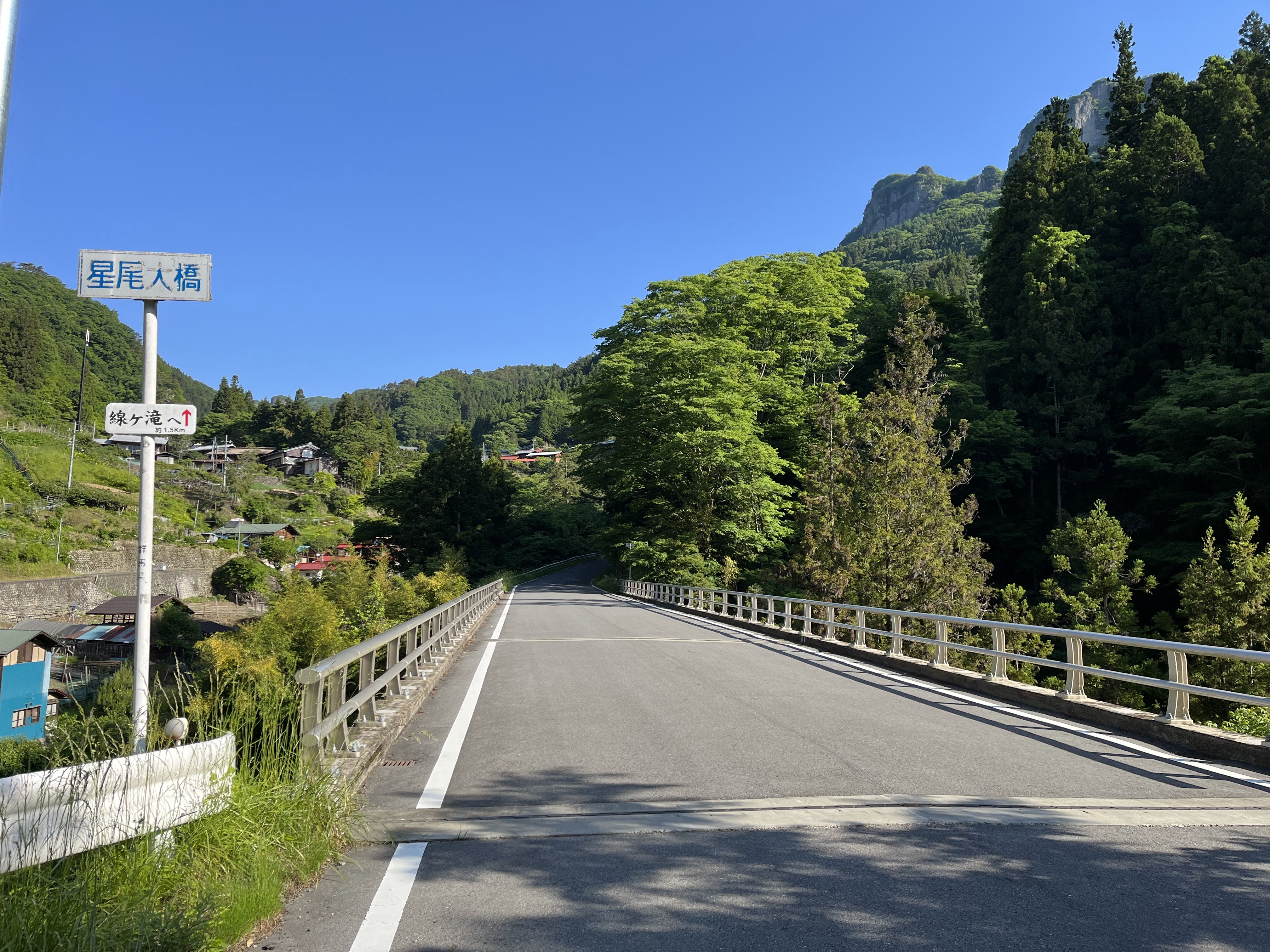

荒船山南麓、南に向かって流下する星尾川流域の山間に位置する。星尾川は南牧川の支流。下星尾部落の標高500mに達する。

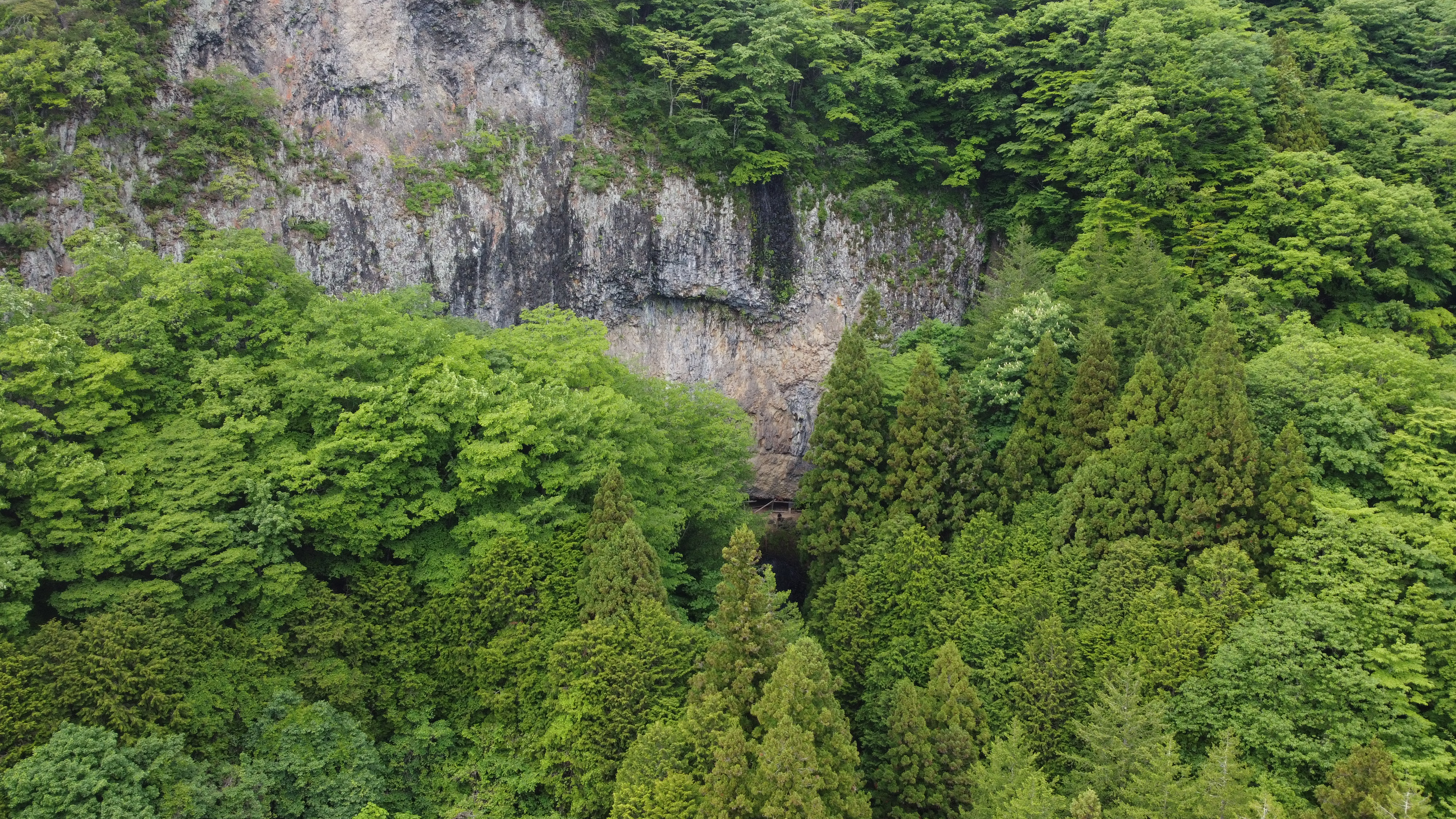
威怒牟畿不動の滝

地内には南牧川支流にかかる威怒牟畿（いぬむぎ）不動の滝や字線野上の線ヶ滝などの滝が点在している。

## 歴史

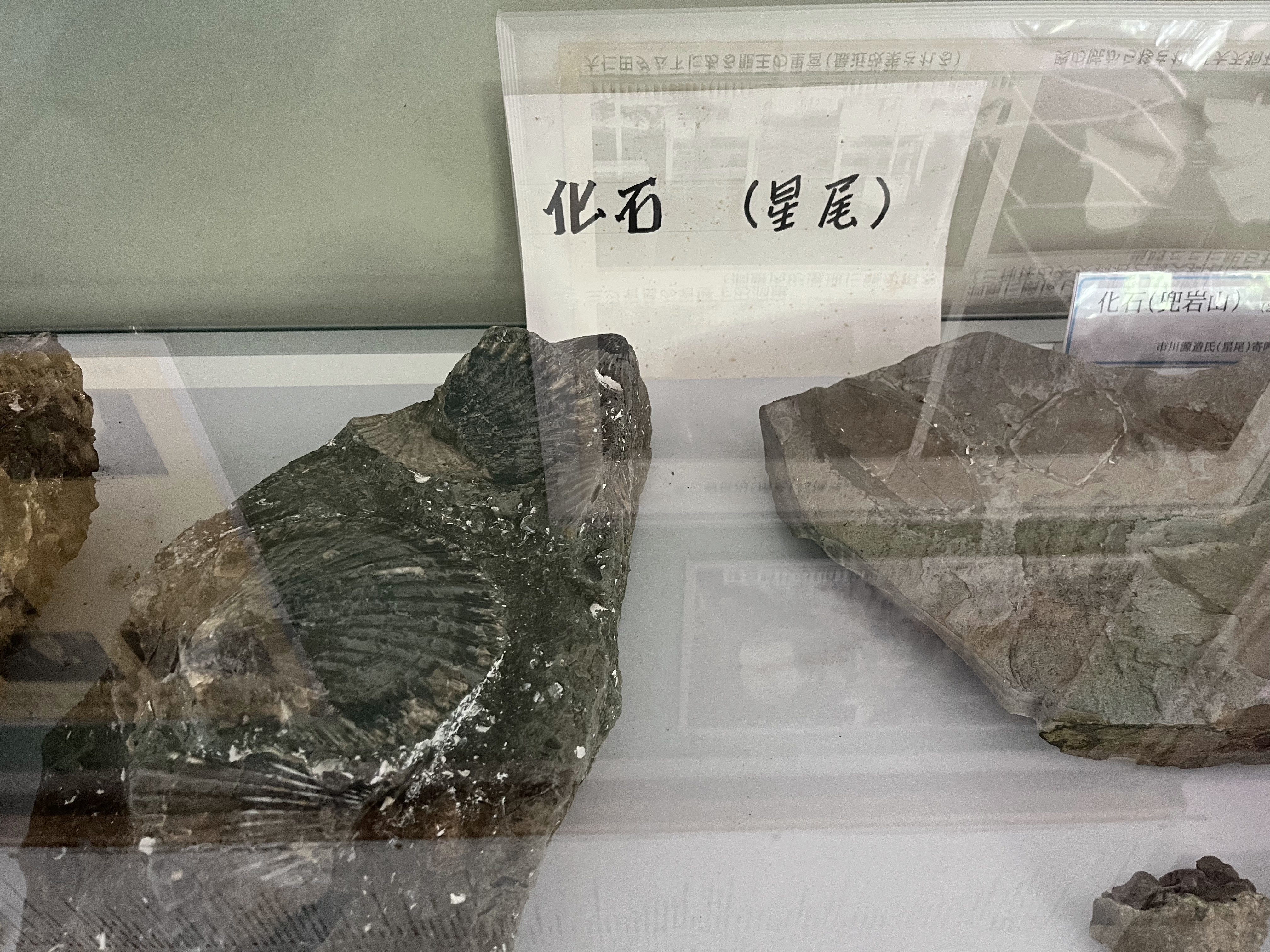

### 中世
1594年（文禄3年）頃に南牧地域では検地が行われており、この頃には南牧地域各村の村高が決められ行政単位として村が成立していたとされていて、現代の大字にあたる単位が一つの村として取り扱われ、「南牧村」は星尾村を含む十二ヵ村で構成されていた。尚、当時頻繁に南牧領という名称も使用されていたがこれは前述の十二ヵ村に加えて白山村・下仁田町・吉崎村・栗山村・川井村・大桑原村・青倉村・風口村・宮室村も含んだ総称。そのため、南牧領は二十一ヵ村のことで現在の南牧村はこの南牧領の一部にあたることになる。
1590年（天正18年）、徳川氏が関東を領有するようになると代官をこの南牧領に差し向け、星尾村の属する南牧村は代官中野七蔵の支配下に置かれる。また、1825年（文政8年）からは旗本領となっている。

### 近世

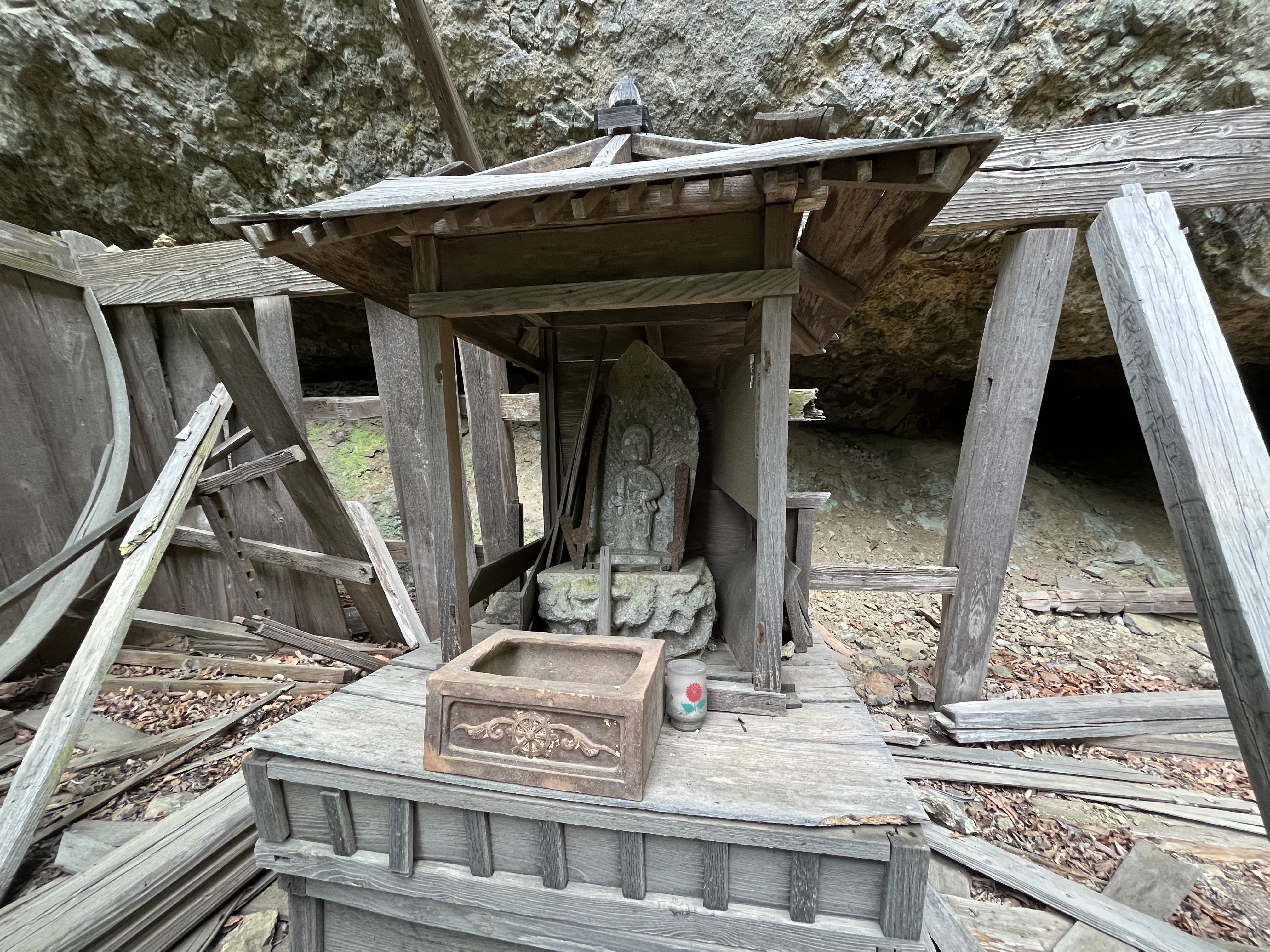

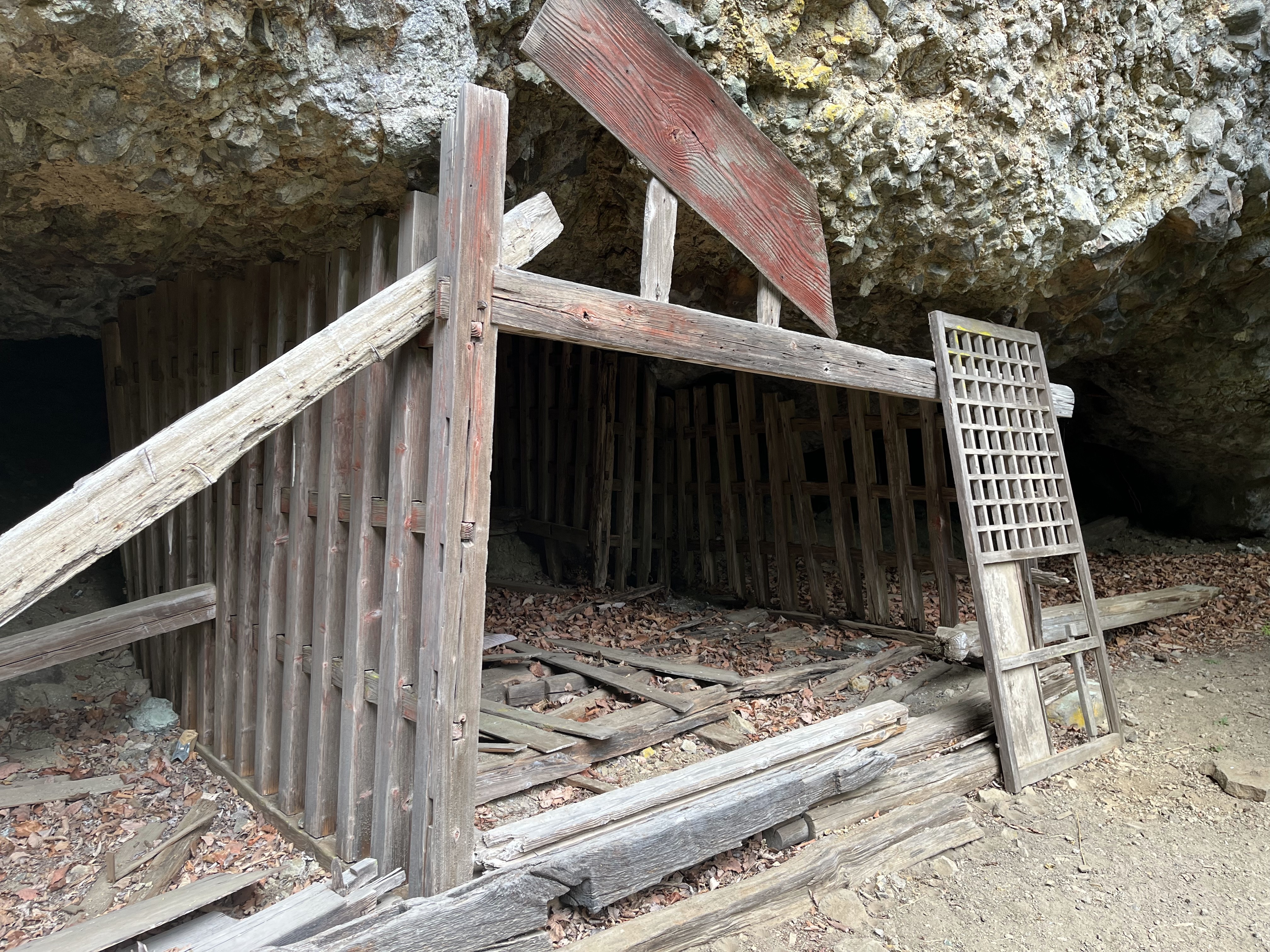
以前の威怒牟畿不動堂

江戸時代において一般的に、「領主や代官などが村を廻るとき」「領主の交替のとき」「幕府の巡見使が派遣されたとき」の以上3つの場合支配者が村内各般の情勢を掴むため村明細帳を提出するよう命ずる。南牧村の各地域にもこの村明細帳が現存していることが確認されている。星尾村では、1759年（宝暦9年）・1772年（明和9年）・1838年（天保9年）の村明細帳が確認されている。
1678年（延宝6年）の検地帳によると星尾村の村高は126石3斗1升8合で、十二ヵ村の中では下から4番目の村高だった。また南牧の畑の石盛（生産高を米に換算する方法で、土地の等級を選定しこれに対する石高を定めること）は収穫高の多い順に上畑・中畑・下畑・下々畑・山畑・楮畑・桑畑・切畑などがあり、星尾村は中畑7、下畑5、下々畑4、山畑3、楮畑2、桑畑2、切畑2と塩沢村・檜沢村・六車村・羽沢村と同程度で、記録の中では熊倉と並び上畑が全くない土地でだった。尚、南牧の畑だけの村々では、生産量を米に換算されても年貢米を納めることは不可能だったため、関東畑永法により全部永銭計算の金納で行われていた。このような土地柄もあり、南牧地域では百姓は耕作に加え和紙の製造や養蚕に力を入れることとなった。
以上が1678年（延宝6年）の検地に基づく当時の田畑の様子であるが、それ以降の1703年（元禄16年）、1834年（天保5年）と村高の変動はなかった。
近世において人口・戸数がわかる記録としては宗門改帳や村明細町・村鑑などがあり、これらの史料によると近世における星尾村の様子は以下のようになる。
| 年     | 戸数 | 人口（人） |
| ------ | ---- | ---------- |
| 1759年 | 90   | 431        |
| 1767年 | 95   | 453        |
| 1789年 | 94   | 403        |
| 1838年 | 107  | 394        |
| 1842年 | 102  | 411        |
| 1848年 | 112  | 411        |

南牧の十二ヵ村では18世紀以降、人口・戸数ともに減少傾向にあったものの、戸数に関しては星尾村と六車村のみ増加傾向にあった。他に星尾村家畜数の記録もあり1767年（明和4年）10、1770年（明和7年）10、1838年（天保9年）11、1842年（天保13年）10と約80年に渡り家畜数は変わっていない。明細帳には牛について各村ともに「御座なく候」とあり、前述の家畜数は馬のみの数。また明細帳には「馬屋こやし」との記載もあり、これらの馬は使役の役割に留まらず肥料としての価値も高かったとされる。尚、「郡村誌」によると明治時代には星尾では牡馬22頭飼育されていたとある。
星尾村を含む南牧では年貢が代金納であったり、その他貨幣経済の浸透の影響もあり、貨幣を手に入れなければならない事情があったため、それを稼ぐ農間渡世（農民が耕作の合間に行う稼業）に関しても村明細帳に記録がある。それによると天保年間（1830～1843年）は農作業の合間に紙漉（かみすき）・絹織・春の薪取り・穀荷物の運送・砥山普請の日雇いなど多岐に渡る稼業で生計を立てていた。
江戸時代中期以降の栽培作物の種類が村明細帳から知ることができ、星尾村についても判明している。尚、前述した通り南牧の村々は田が皆無のため、栽培作物は畑作のみである。1842年（天保13年）の星尾村では大麦・小麦・粟・稗・芋・小豆・苅豆・菜大根・が栽培されていて、これらが当時の村人の主食だったとされている。

### 近代

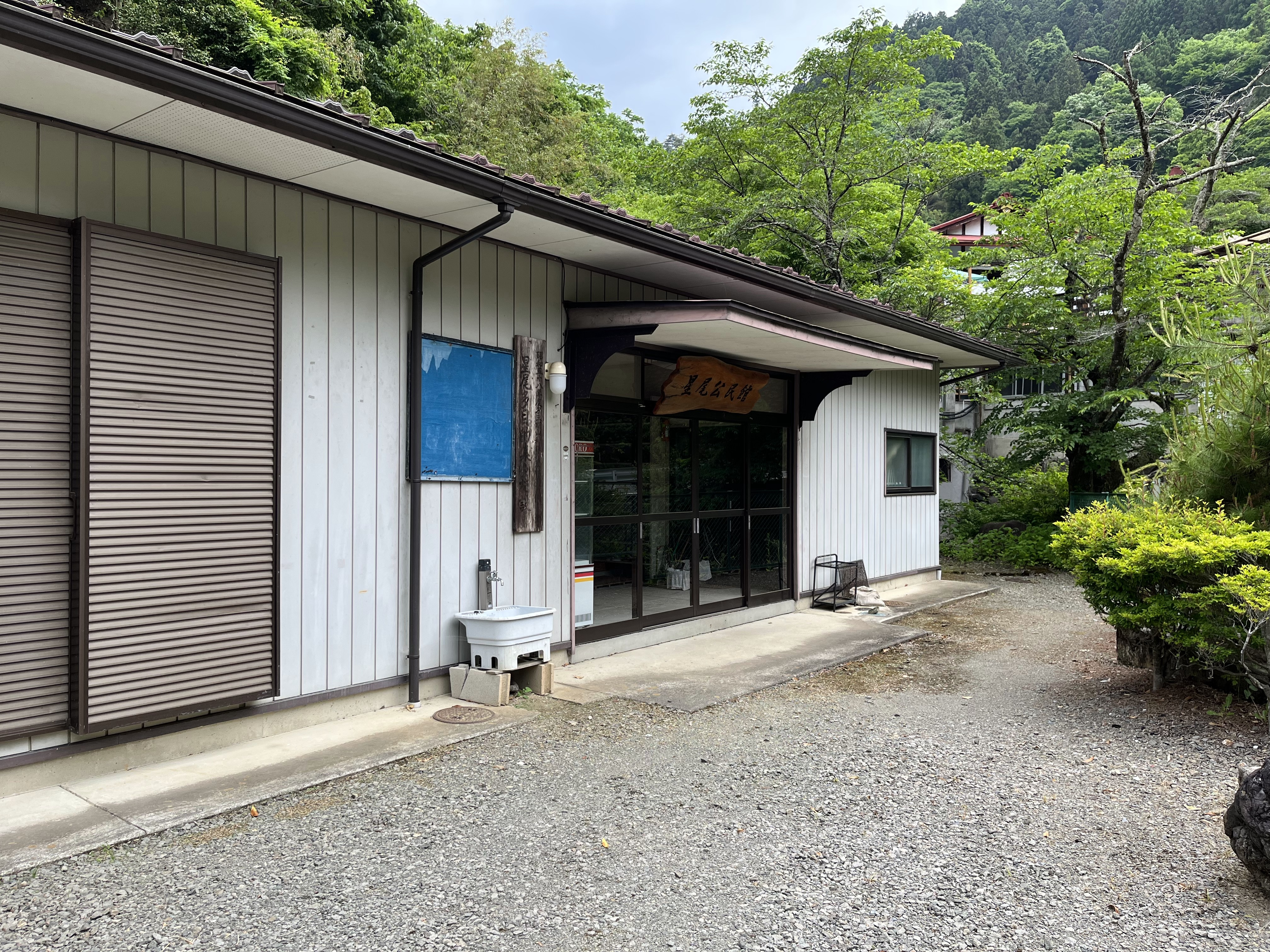
星尾公民館

1868年（明治元年）に伝染病予防規則が制定された後、1897年（明治30年）にこれが予防法となって公布され、1899年（明治32年）ごろに南牧にいくつかの避病院ができ、星尾には字笹ヲ子1-4番地に設置された。
1871年（明治4年）の太政官布告で戸籍法が発せられたことで、大小区制が施行されると南牧十二ヵ村は第二十二大区第九小区に編入された。1878年（明治11年）12月17日、先に制定された郡区町村編制法に基づき甘楽郡を南北に分け、北甘楽郡役所の管轄として3つの戸長役場が置かれた。そのうち星尾村は羽沢村・砥沢村・熊倉村とともに羽沢村外三ヵ村聯合戸長役場の管轄に属した。
1910年（明治43年）8月6日に八丈島の北を通った台風とその前面の全線の影響で大雨を記録。続いて同月12日には静岡県沼津付近に上陸した台風があり、これが県西部を北上。この前後9日間での群馬県全域の被害は甚大で死傷者・行方不明者が合わせて448名。また、多くの民家や田畑が荒らされた。これによる南牧村での被害も数字的な資料も残っていないものの、星尾地区では住宅2軒がこの期間に流失したと伝えられている。

#### 気風改革運動
一時は博徒の横行や争い事が絶えなく続く荒れた村であったが、明治中頃になるとこの乱れた風紀の改革に乗り出そうと気風改革運動が巻き起こる。まず、当時夜学の師だった石井鷲五郎が先頭に立ち「公の思想をもって村と人を作る運動」が出発。若衆組130名を対象に教育し学問をする青年会、ならず者のいない青年会を組織。若衆組には大幅な自治を与え、規律と村への奉仕を義務とし、将来の村の活動力を養う青年運動を起こした。また、こういった動きもあってか他村に比べ早く青年会場が置かれた。
1919年（大正8年）頃、星尾に青年会議所が設置されそこで青年のための夜学が開からた。それ以前までは同地はブテーバ（舞台場）と呼ばれていて、星尾の人形芝居や信州からの歌舞伎などが行われていた。尚、この人形芝居は江戸時代末期迄行われていたが、それから廃れていったと云う。

## 名所・寺社

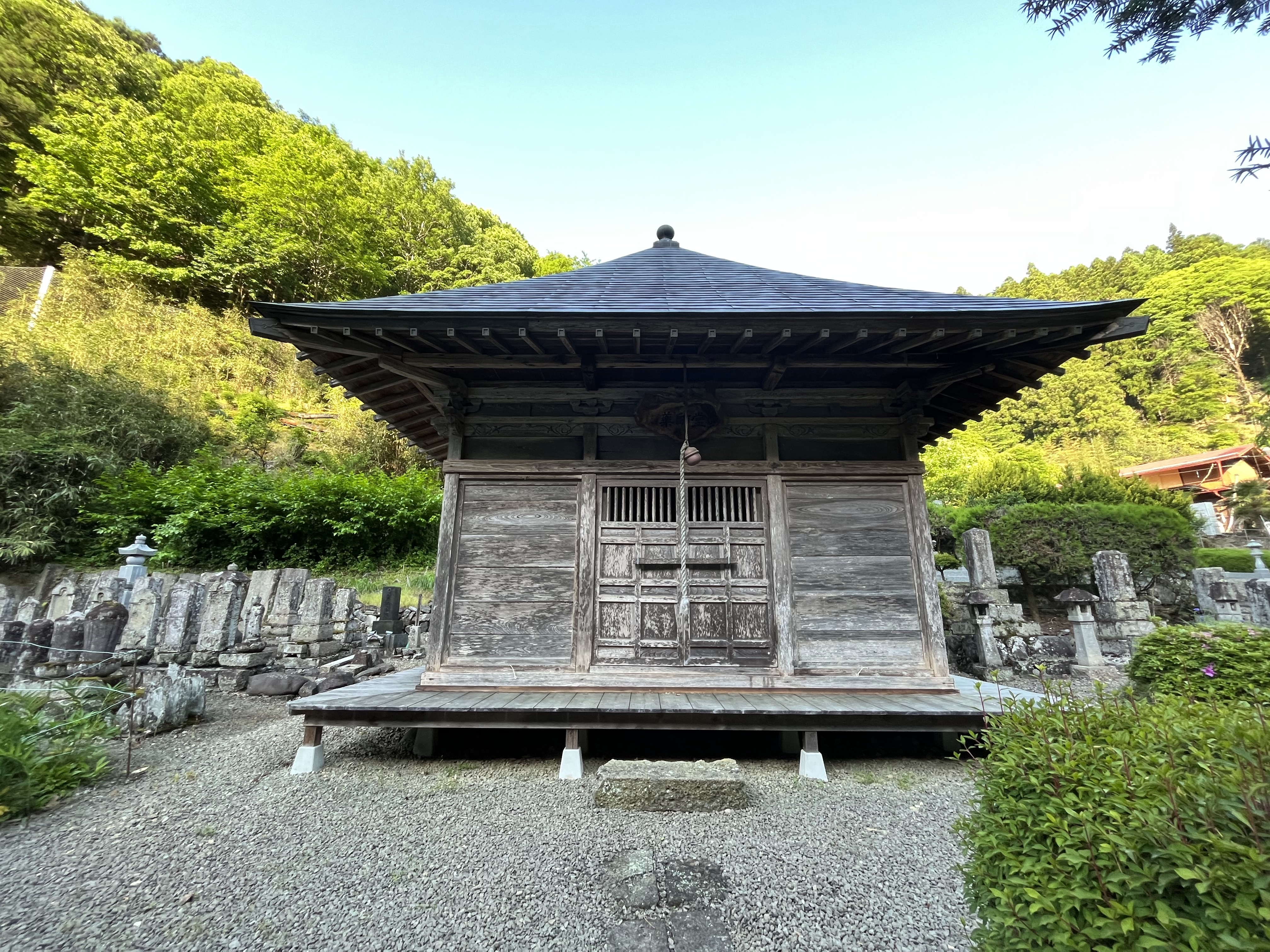
薬師堂

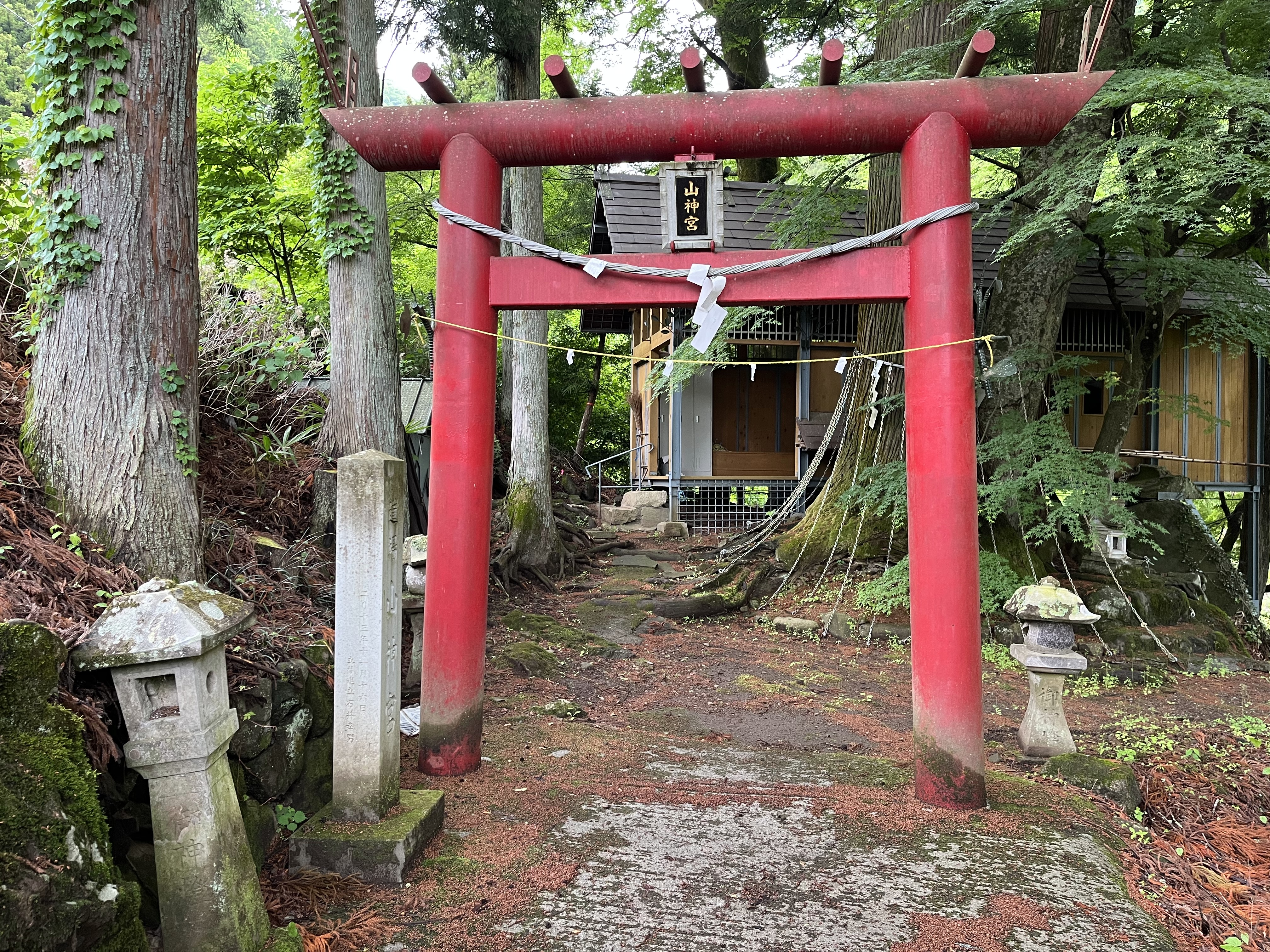
山神社

### 木の葉石の鉱泉

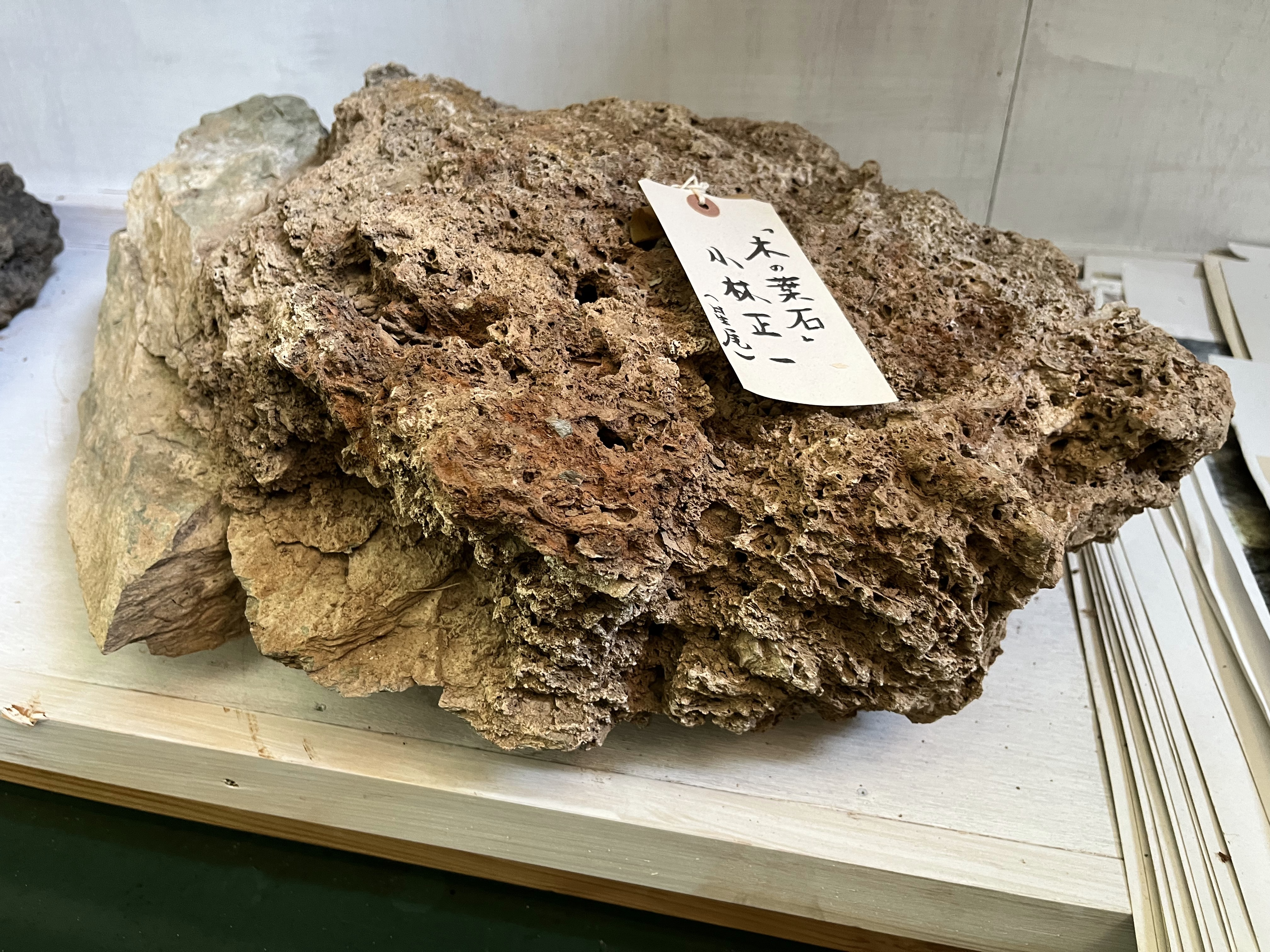

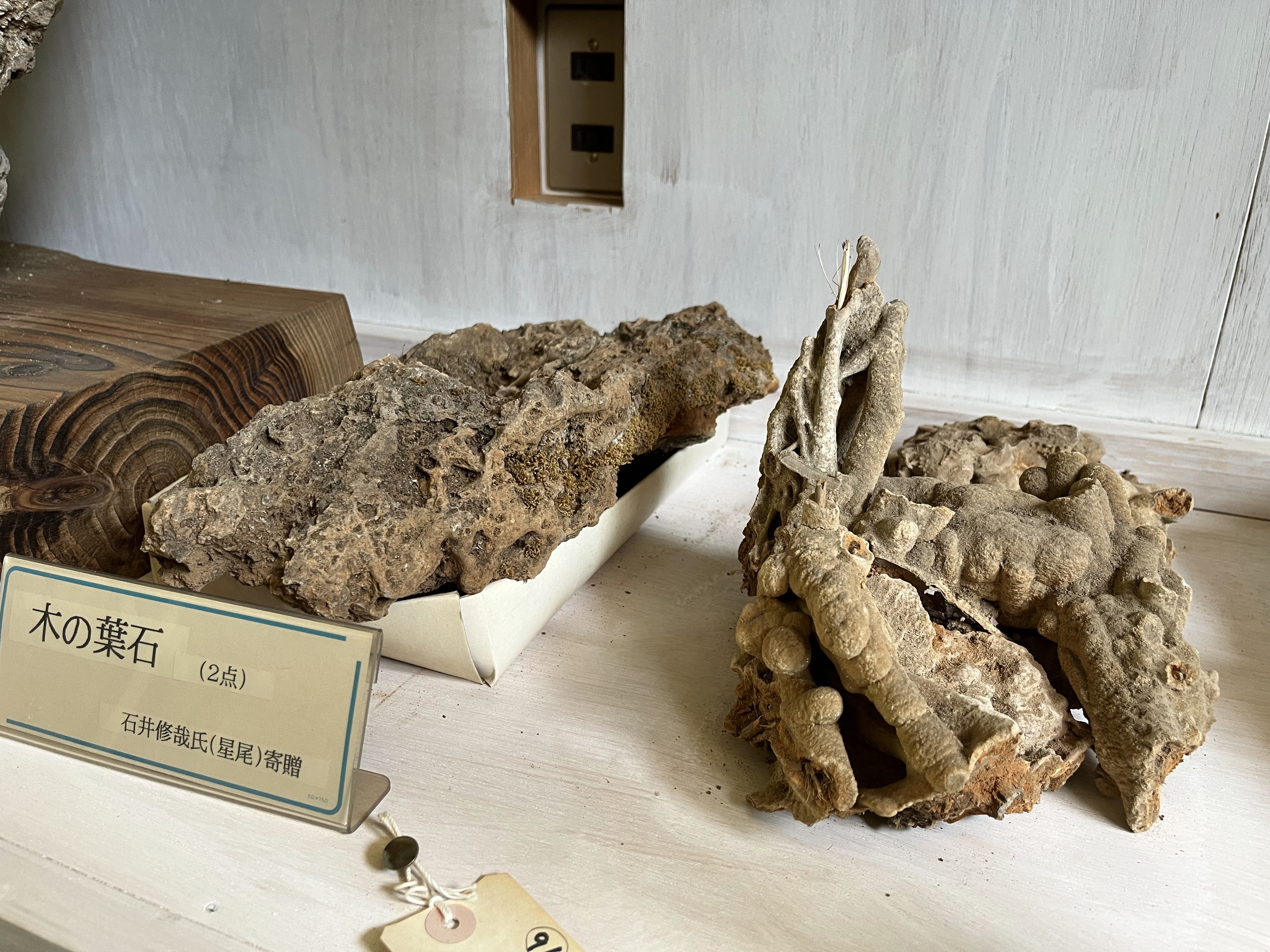

木の葉石（このはいし）の鉱泉は星尾地内立岩の麓の部落中庭に位置し、「木の葉石」を盛んに生成した鉱泉として古くから知られていて、遊離炭酸等の固形物を多量に含む。これの生成過程は通常の植物化石「木の葉石」とは異なり、当泉水が地表に湧出した際、急激な圧力の減少と温度の上昇のため溶解度が減じて二酸化炭素が空中に放出。不溶性の炭酸カルシウムが沈澱し石灰華が生成される。これが流路に落ちた木の葉などに付着して約2週間かけて石質化し「木の葉石」となる。そのため、栃木県の塩原や星尾山地などの地層中でみられる植物化石の「木の葉石」とは、成因が異なるので区別されている。この鉱泉は、秩父古成層中にできた鍾乳洞から湧出していると推定され、湧出用も多いことから1955年（昭和30年）ごろまでは俗用に利用されていた。この「木の葉石」は古くから泉水が流路に沿って沈積し、流路の移動もあるため付近一帯の埋蔵量が多い。これは群馬県でも珍しいことから、転石を庭石や植木に添える石としても重宝されている。

### 線ヶ滝

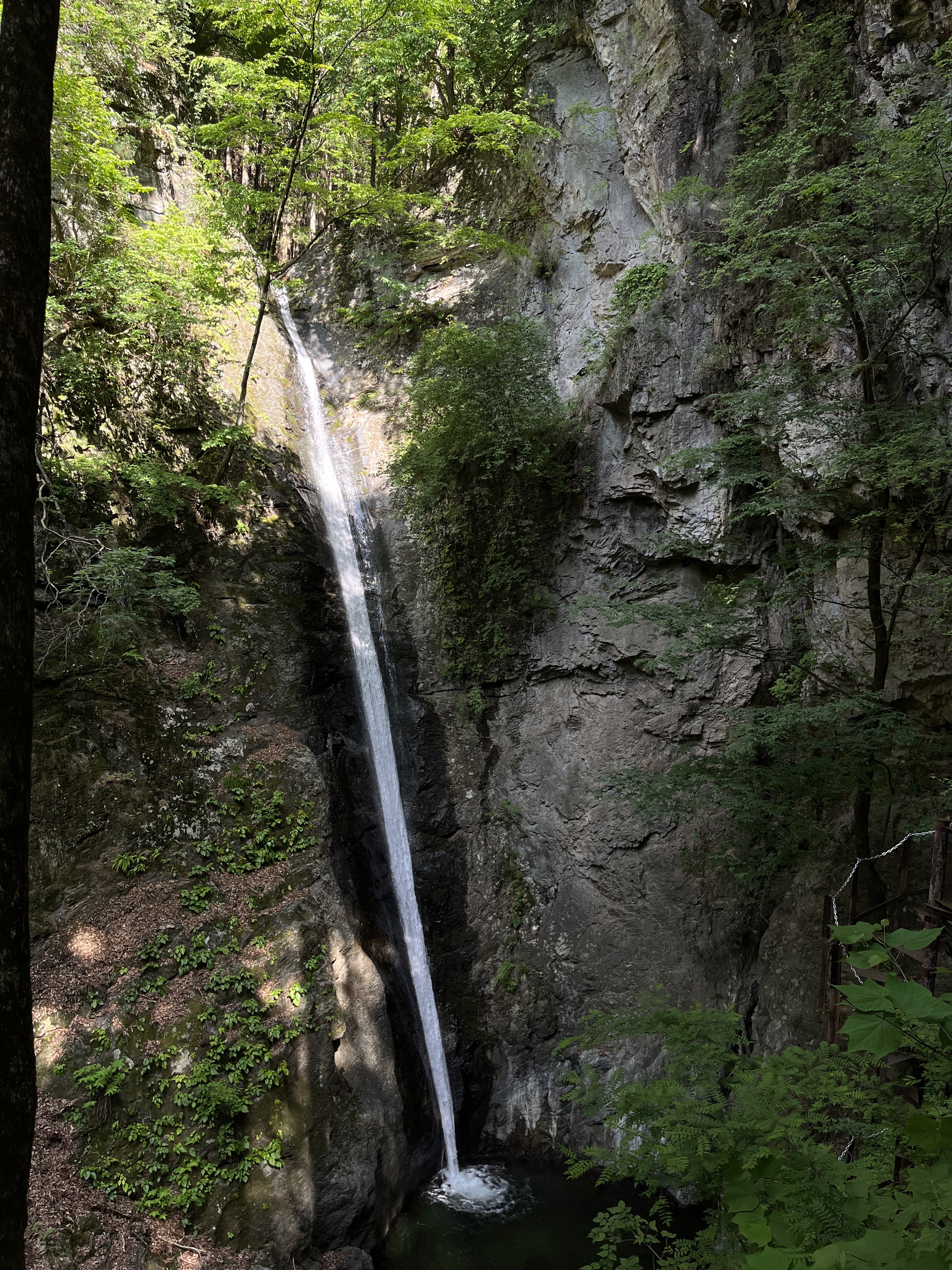

線ヶ滝は、羽沢バス停留所から荒船山へのハイキングコースへ向かう道中、星尾大上部落を過ぎた後の急な坂道を登り切った地点に位置する滝。所在は星尾字線野上。落差は約30m。黒灰色の岩壁を背に一筋の白い直線を描き落下する。ほぼ東西に走る断層に沿って形成された断崖に滝がかかっていて、滝を形成した岩壁や下流の地層は秩父古生層の代表的な岩石「チャート」から成る。年間を通して途絶えることなく流れていて、以前は滝壺を見るのは困難であったものの、現在は滝見の階段があるため容易に一望することができる。

### 諏訪神社

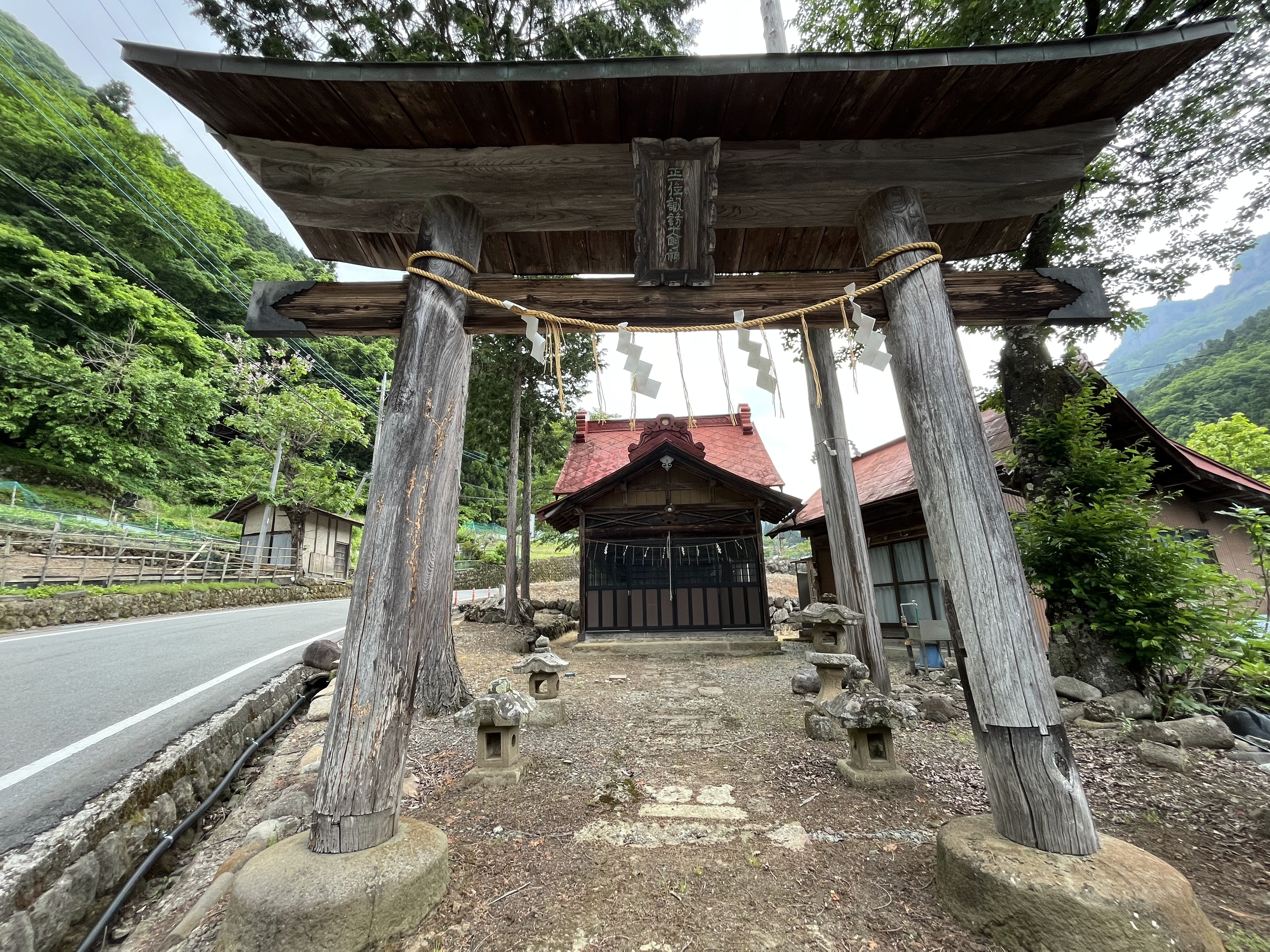

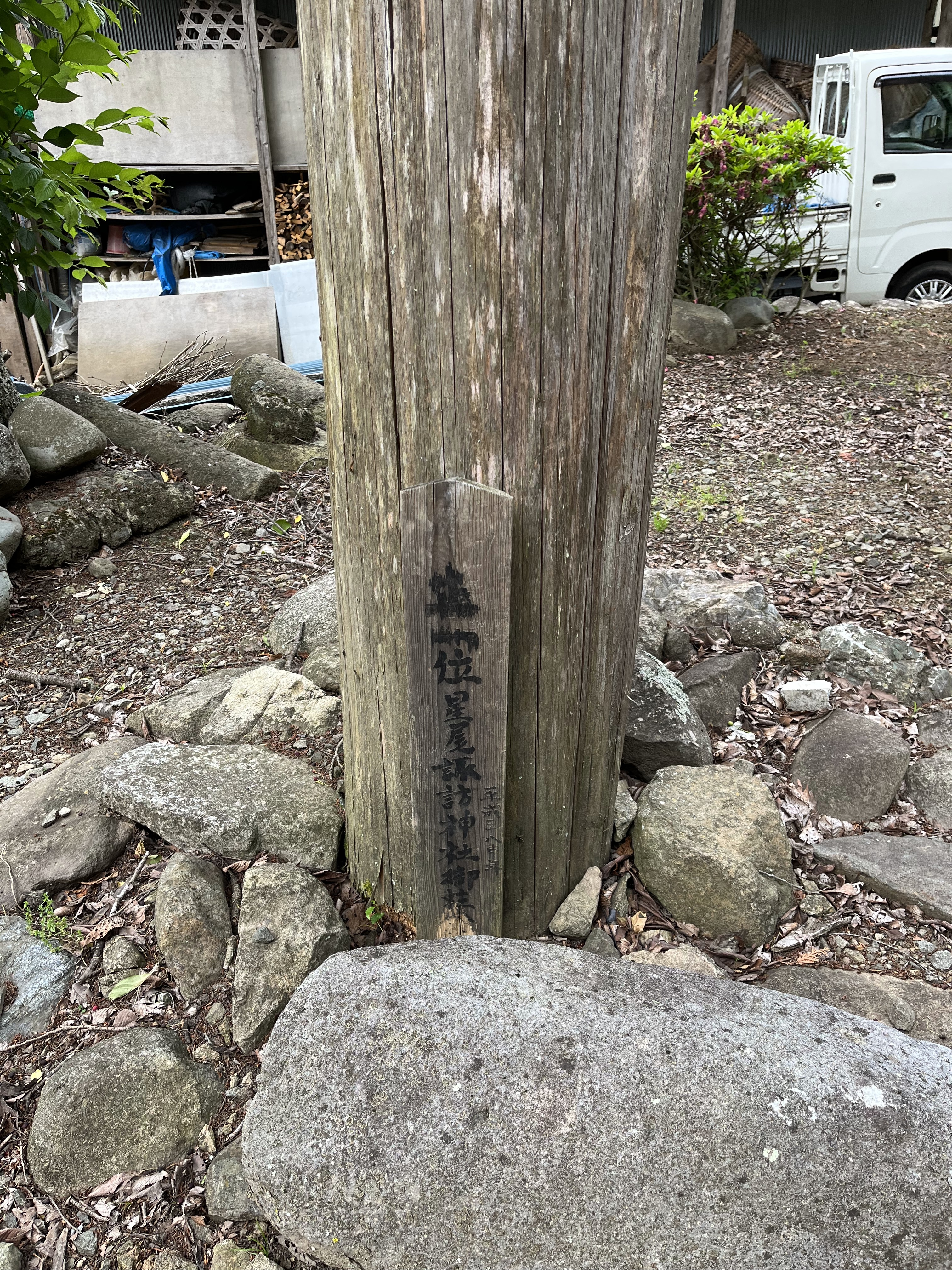

所在は星尾字檜木ノ宮410。祭神は建御名方命（たけみなかたのみこと）・伊弉那諾命（いざなぎのみこと）・倉稲魂命（うかのみたまのみこと）。1909年（明治42年）6月28日、熊野神社（伊弉那諾命）を合祀。

### 吉祥寺

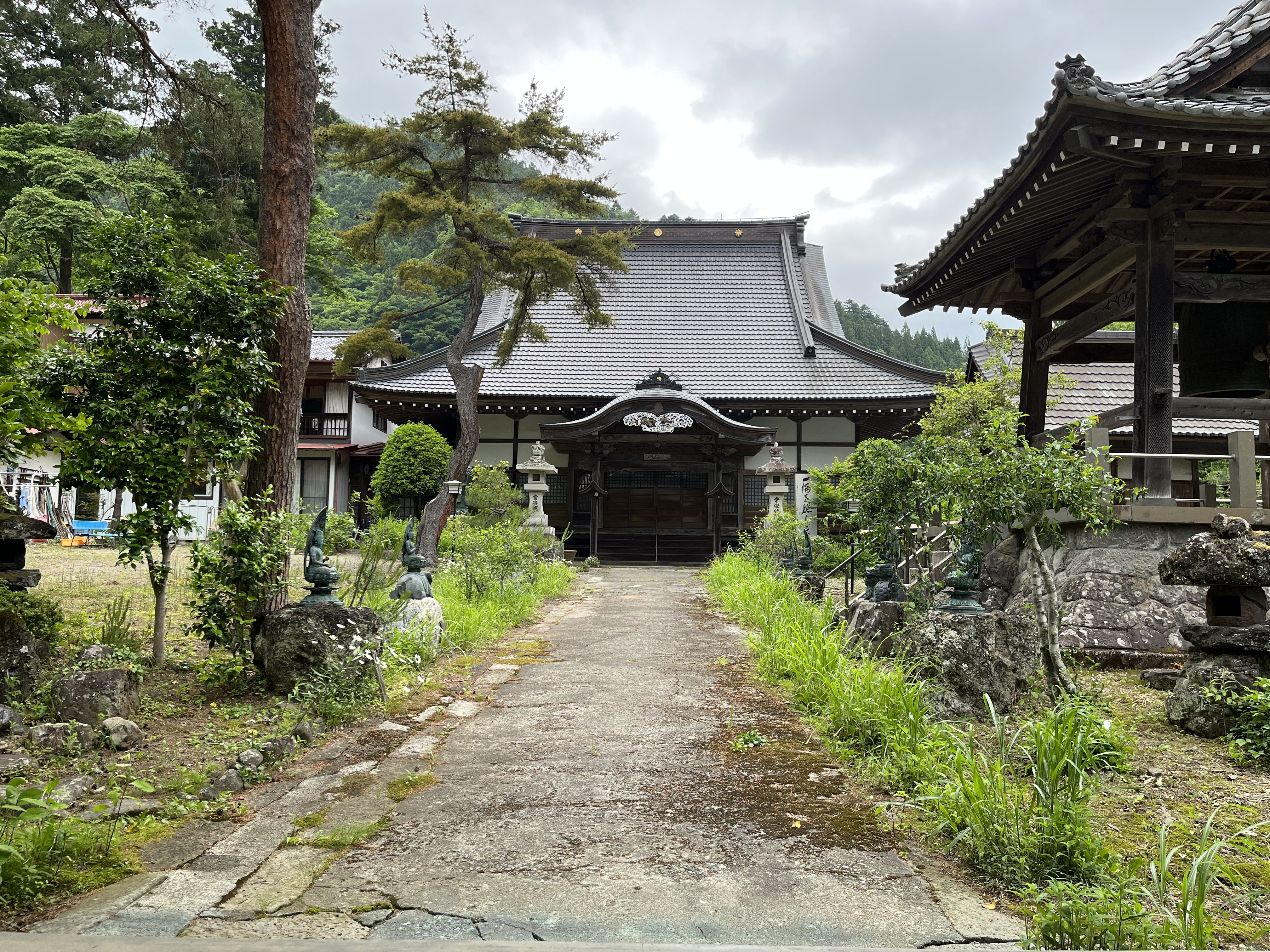

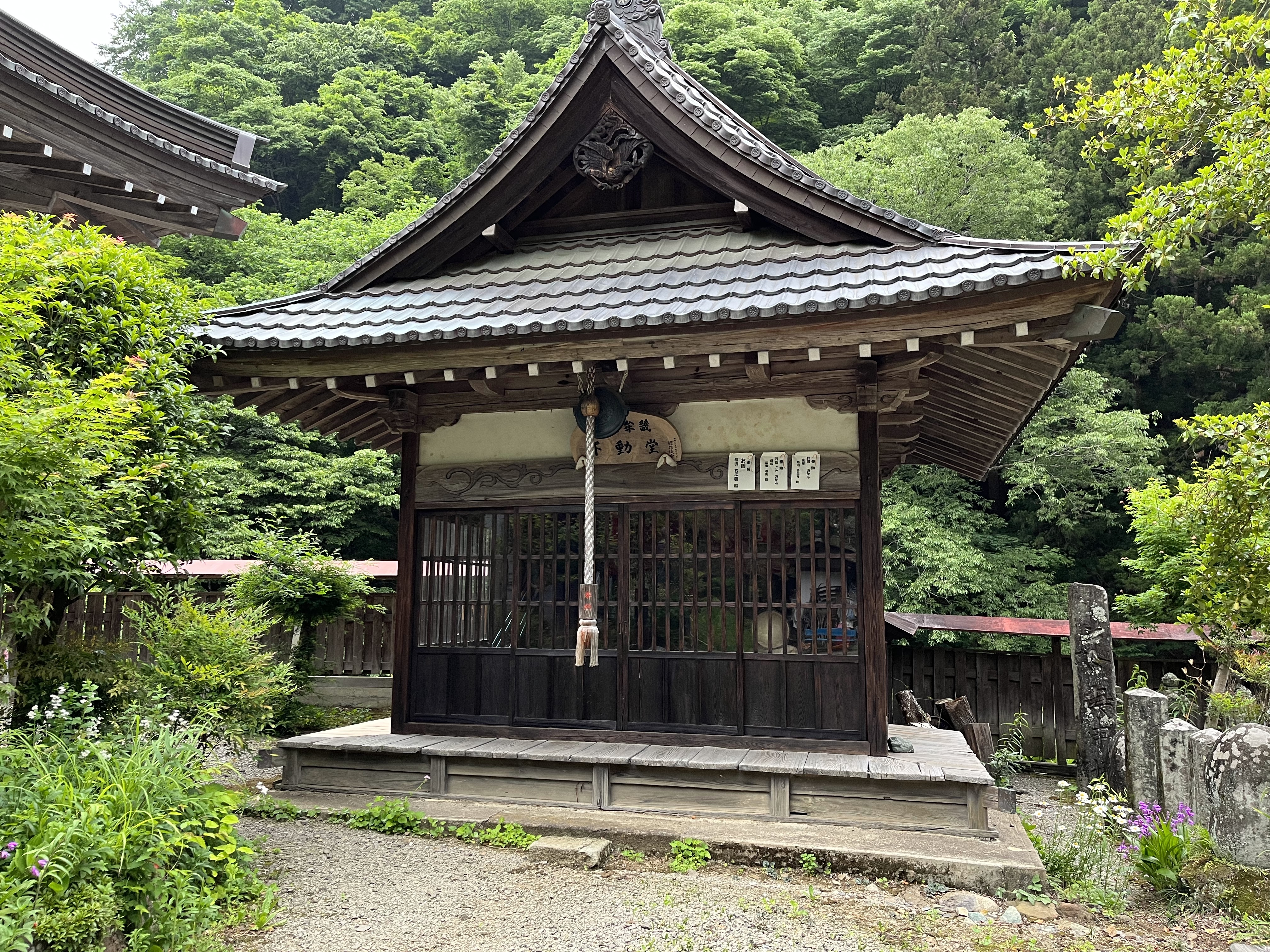
吉祥寺内の威怒牟畿不動堂

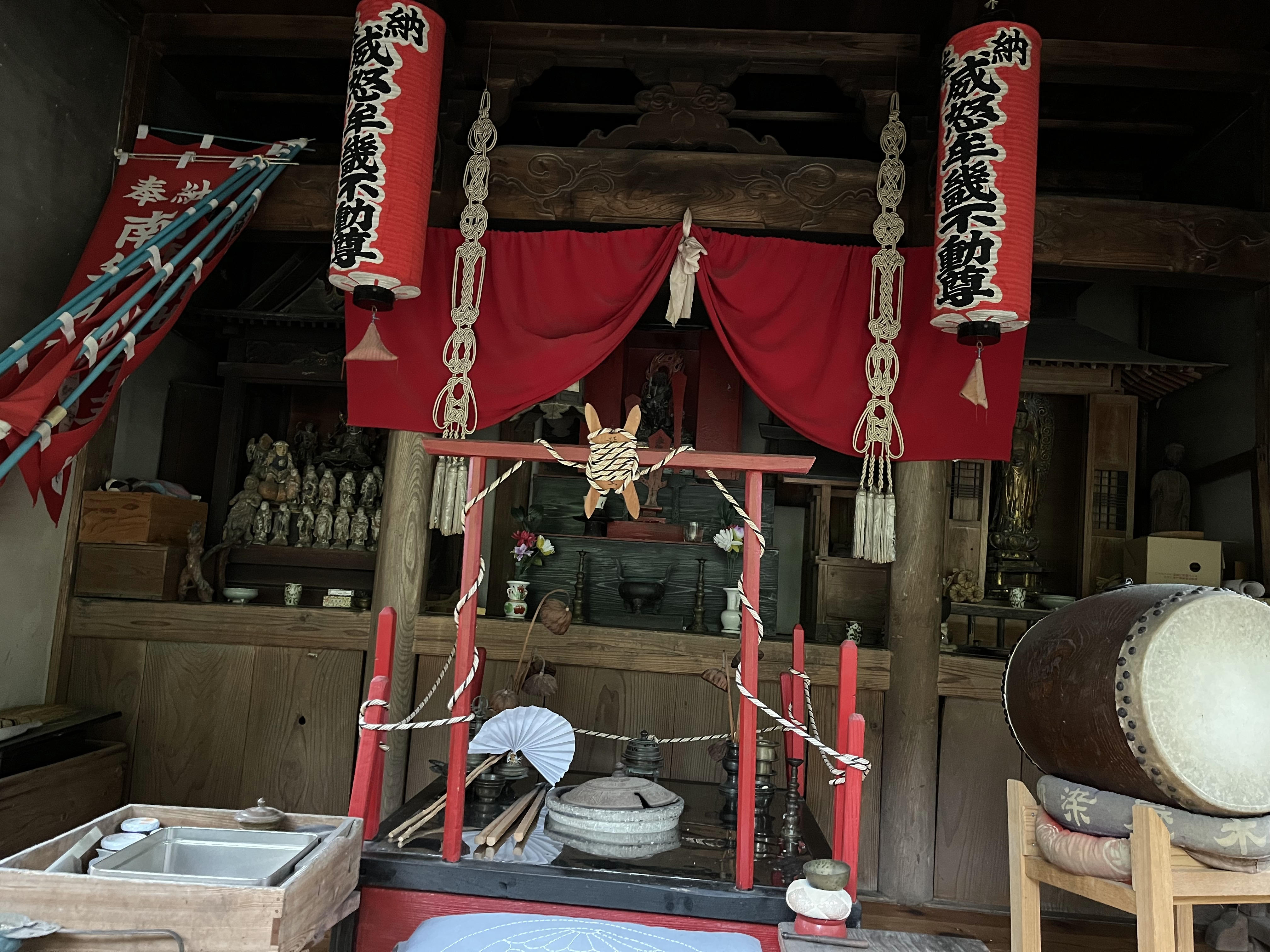
威怒牟畿不動

所在は星尾字寺ノ上182。山号及び院号は星尾山多聞院で宗派は天台宗。天正年間（1573年～1591年）の開基、開祖は浄西大徳（重守法印）。元禄年間（1688年～1703年）に五世重清により中興。開基以来何度か火災に見舞われている。1689年（元禄2年）に下仁田町の清泉寺の末寺となったが、1878年（明治11年）11月、同寺を離れ1881年（明治14年）12月に比叡山延暦寺の末寺となる。また、長野県北佐久郡浅科村に末寺の厳鉄山妙香院円心寺があり、これは元羽沢村市川真英の祖先市川五郎兵衛真親が新田開墾した時に開基したもの。寺の什宝には本尊多聞天・釈迦如来・阿弥陀仏如来・弁財天・誕生仏・不動明王などがある。

## 交通

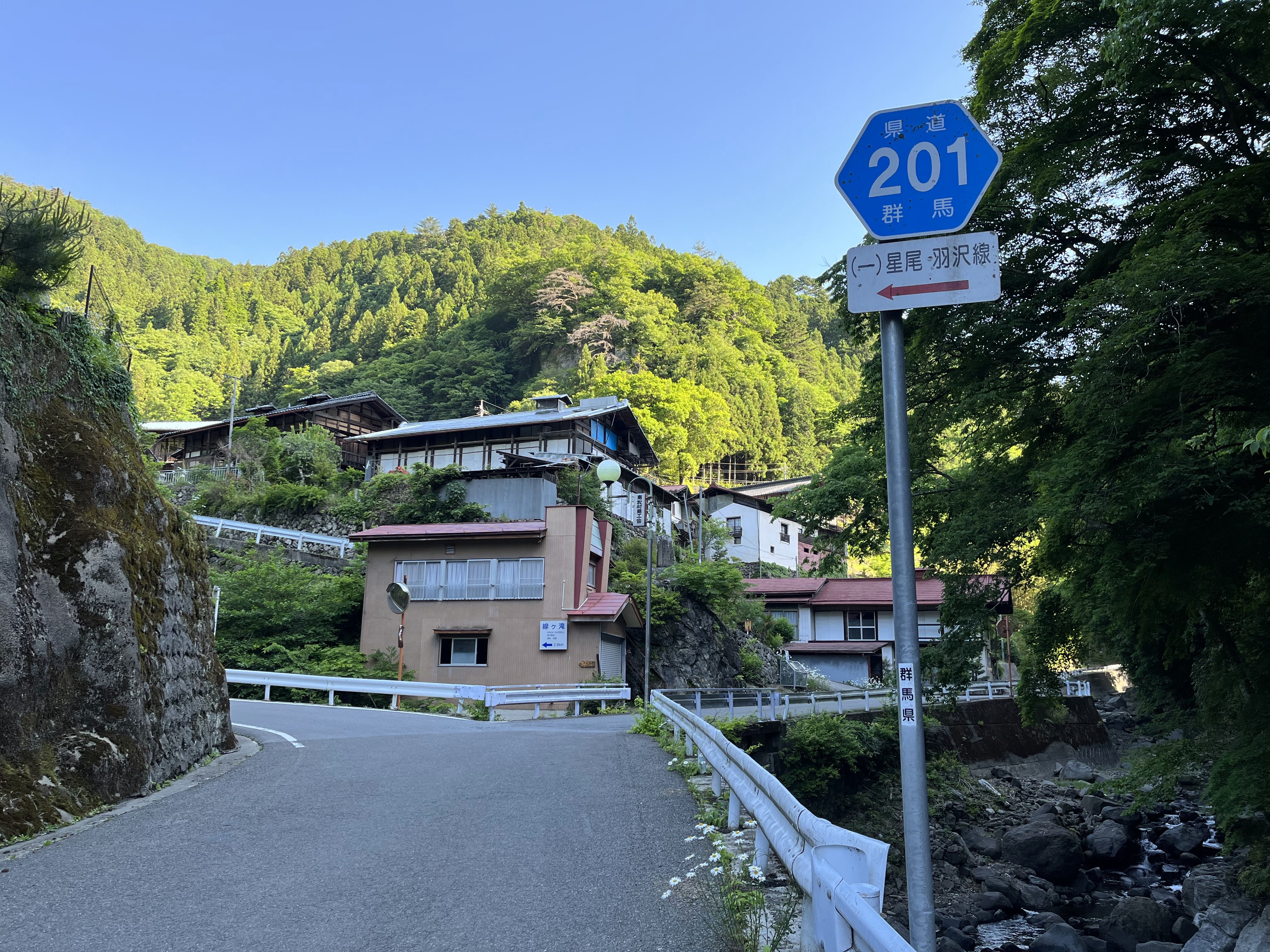

南牧村の主要道路は村を南北に二分する県道下仁田佐久線を幹線道路とした県道5路線があり、そのうちの一つに星尾部落に通ずる星尾羽沢線がある。

### 星尾峠
星尾の村人達は昭和初期まで、星尾峠を越える信州佐久への道を利用していた。この道は星尾字大上から荒船山南麓を通り荒船不動のところへ出る道で、尾形・月形・磐戸の人々が荒船不動へお参りしに行く際に多くの人が利用していた。

## 産業・生業
南牧村では江戸時代から麦類の製粉加工に水車を利用しており、近代に入った後もこの水車を製糸加工やこんにゃく製粉加工に利用した。「三か村郷土誌」によると南牧村水流はどこも浅渓急流のため、各部落に水車があり、星尾村には穀類搗挽水車が5ヶ所、製糸水車が3ヶ所あった。

### 養蚕

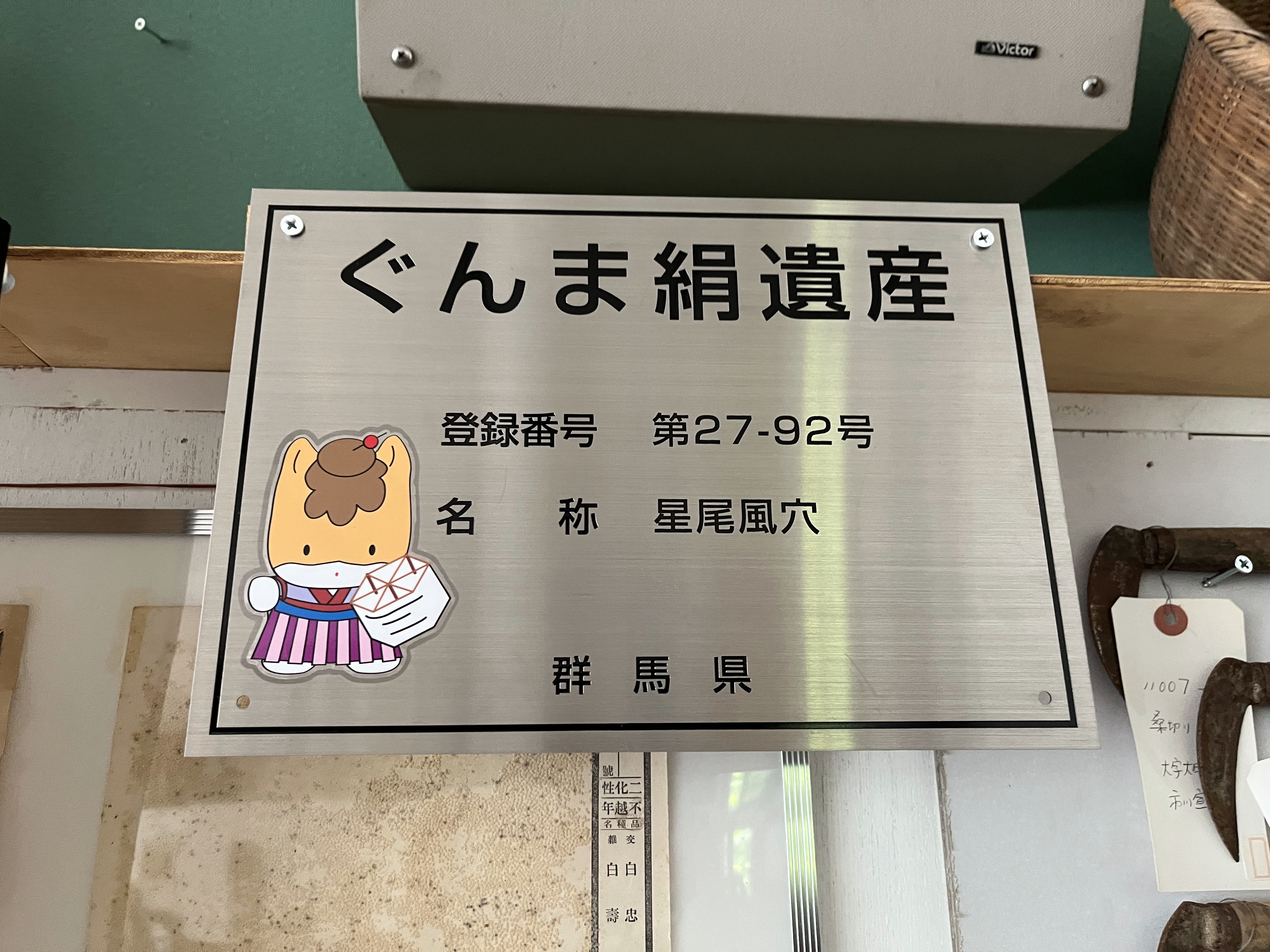

江戸時代から南牧村における農業は、養蚕・和紙作り・こんにゃく栽培が換金のための主要作物だった。これは近代に突入した後も同様だった。明治末期の養蚕業がうかがえる「三か村郷土誌」によると、南牧村の生産業では農業が最も重要な産業で、とりわけ養蚕が中心であったとわかる。これは地理的環境や気候が、桑の木の栽培に適し桑園が多く養蚕に適していたためだった。製糸技術は、養蚕業の進歩と共に改良されていて、販売組合下仁田社が海外からも評価されていたのは、南牧村の製糸に与って高評価を得ていたという。もともと製糸方法は座操製糸のみで行われていたが、1893年（明治26年）7月20日から星尾村字川端に20人取製糸器械場を設立し、更に1908年（明治41年）10月にも星尾字仲庭に40人取器械場を始めている。尚、1908年（明治41年）10月14日に星尾生産組合を創設している。この時代、夏の蚕種を貯蔵するためには天然の冷所である風穴を利用しており、これが星尾にもあった。「甘楽産業叢書」によると、星尾風穴は1905年（明治38年）1月に創業した合資会社組織。資本金は1500円で無限責任社員に大河原茂平・市川竹十郎・今井邦平、有限責任社員に岩井亀太郎・治田鍋十郎・掛川佐一郎・高橋参之助・松平銀太郎がいた。創業経営者の大河原茂平と市川竹十郎が1904年（明治37年）6月から温度を検査をして、諸般の準備を進め、東京蚕業講習技手土屋泰の指導のもと風穴設計を案出。同年10月に着工。建物は間口二間奥行三間高さ一丈で、外に付属の間口六間半奥行二間の建物があり、2万枚の蚕種を貯蔵できたと云う。

## 教育
星尾村の属した南牧村は山間地であるにもかかわらず、江戸時代には全県的的に有名な学者や書家などを輩出しており、教育熱心な土地柄とされている。記録や古老の言い伝えによると、その要因の一つとして寺子屋教育が挙げられる。寺子屋の中には天明年間（1781年～1788年）に開かれ明治の学校設立まで続いたものやすぐ廃止になったものなど様々あり、南牧の寺子屋の数は60を越す。1883年（明治16年）11月2日に文部省に報告するために行われた寺子屋についての調査によると、星尾には2つ寺子屋があった。1つは吉祥寺住職が教師の寺子屋で生徒数50人と南牧最大規模を誇っていた。もう1つの寺子屋では生徒5～6人に対し長岡庄次郎が教鞭をとっていた。

## 文化・暮らし

### 星尾峠と信州
昔、星尾の信仰・文化・経済・婚姻など他の南牧地域に比べ、信州との関係が強かった。そのため星尾峠を越えて特に衣類や副食物、日用雑貨などをはじめとした多くの物資が信州から入っていた。また、これら物資の取引には現金を用いており、この現金は古くから繭を絹糸に加工し売り出すことで得ていた。古くは一軒一軒で養蚕をしてそこから絹糸をとっていたが、明治時代に入ると自家製繭だけでなく信州から安く質の高い繭を買い自身で絹糸をとり売ったりもしていた。これらのうち養蚕と絹糸をとる仕事は女性の仕事で、人手が足りなくなると信州から多くの娘が出稼ぎにきた。そのため、そのまま星尾へ嫁入りする人もいた。尚、星尾から信州へ婿入り嫁入りした人はほとんどいない。医者も信州から頼んでいて、”コーナイ”さんという人を馬で送迎していた。

### 星尾の人形

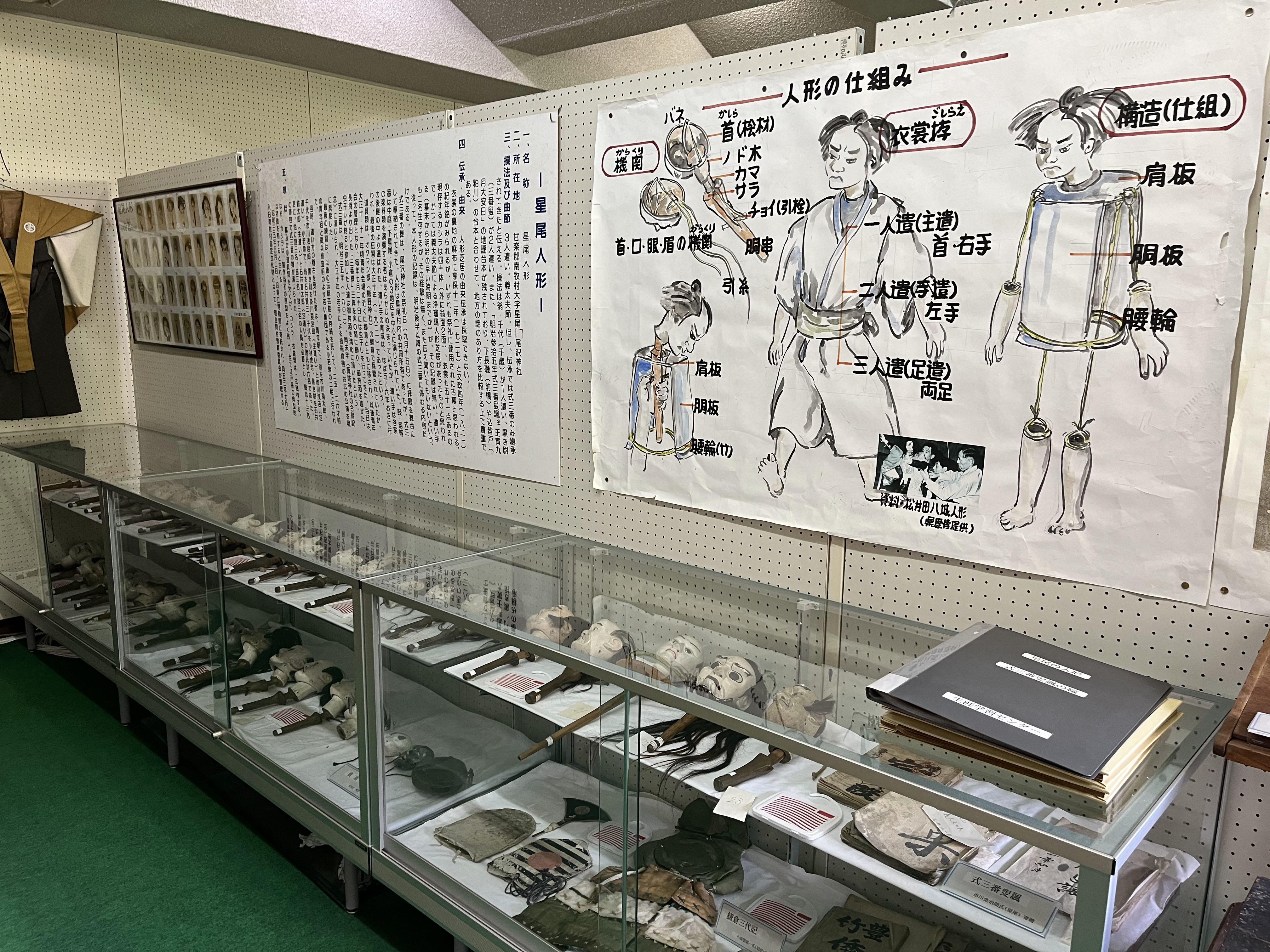

星尾字中庭に伝えたれてきた浄瑠璃人形一式。大正中期まで使用されていたと云われるもので、衣装51点、カシラ41点、面2点が現存するが、書割や遠見、引幕などは残っていない。

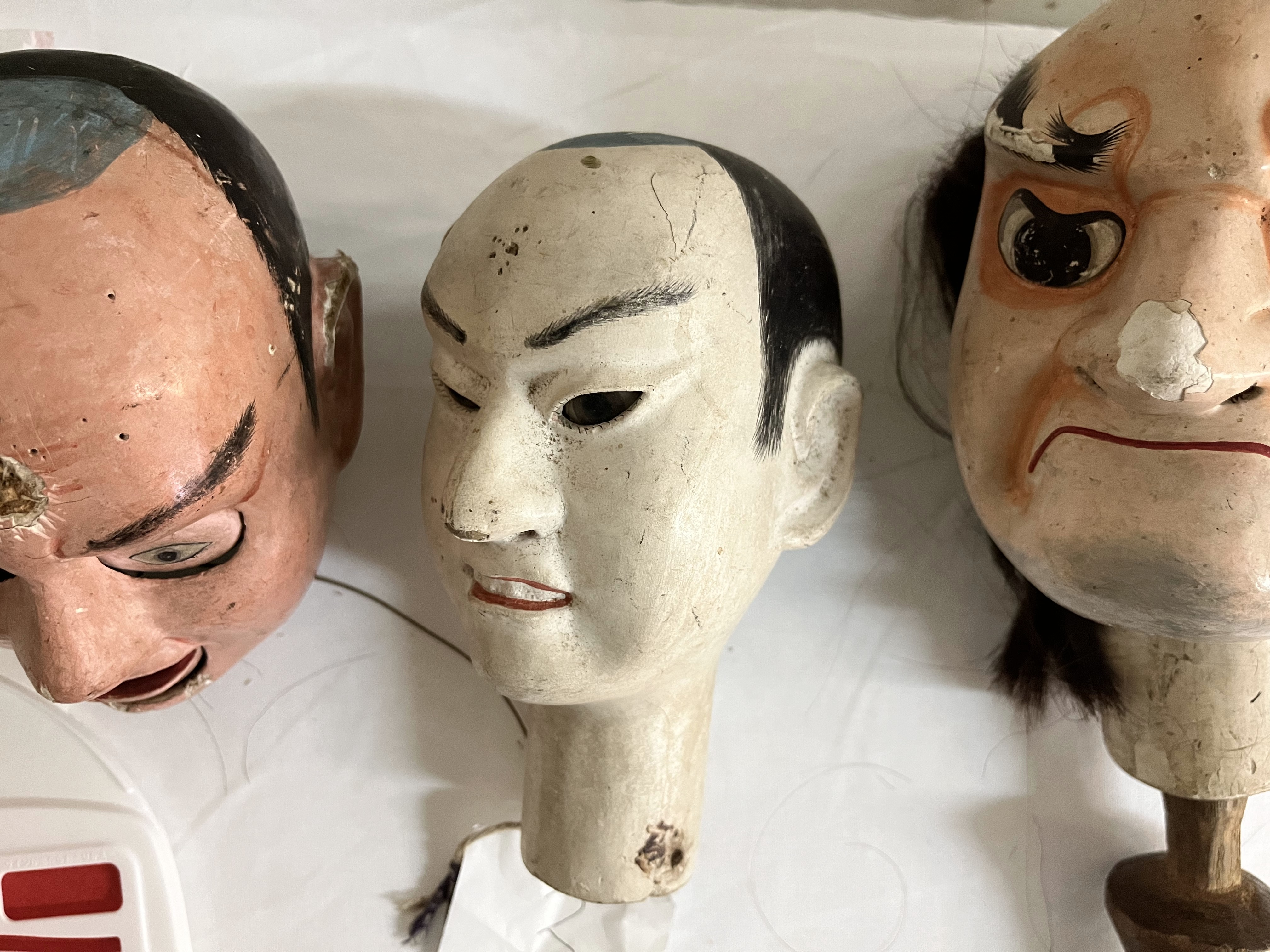

カシラは補修、加工、塗替えはされず、製作された当時の状態。他のカシラの髪がカツラであるのに対し、当カシラの髪は植毛と古い様式が採用されている。中でも式三番用のカシラは特徴的で、肩板の穴から心串の先をノド木の穴まで差し込む様式となっている。使用時は人形の上半身の担当が1名、下半身部分を1名が担当する2人体制で行われていたとされ、佐渡の金平人形、松井田の八城人形、粕川村の込皆戸人形などと同様の様式。また、このカシラだけ目に玉が入っている。

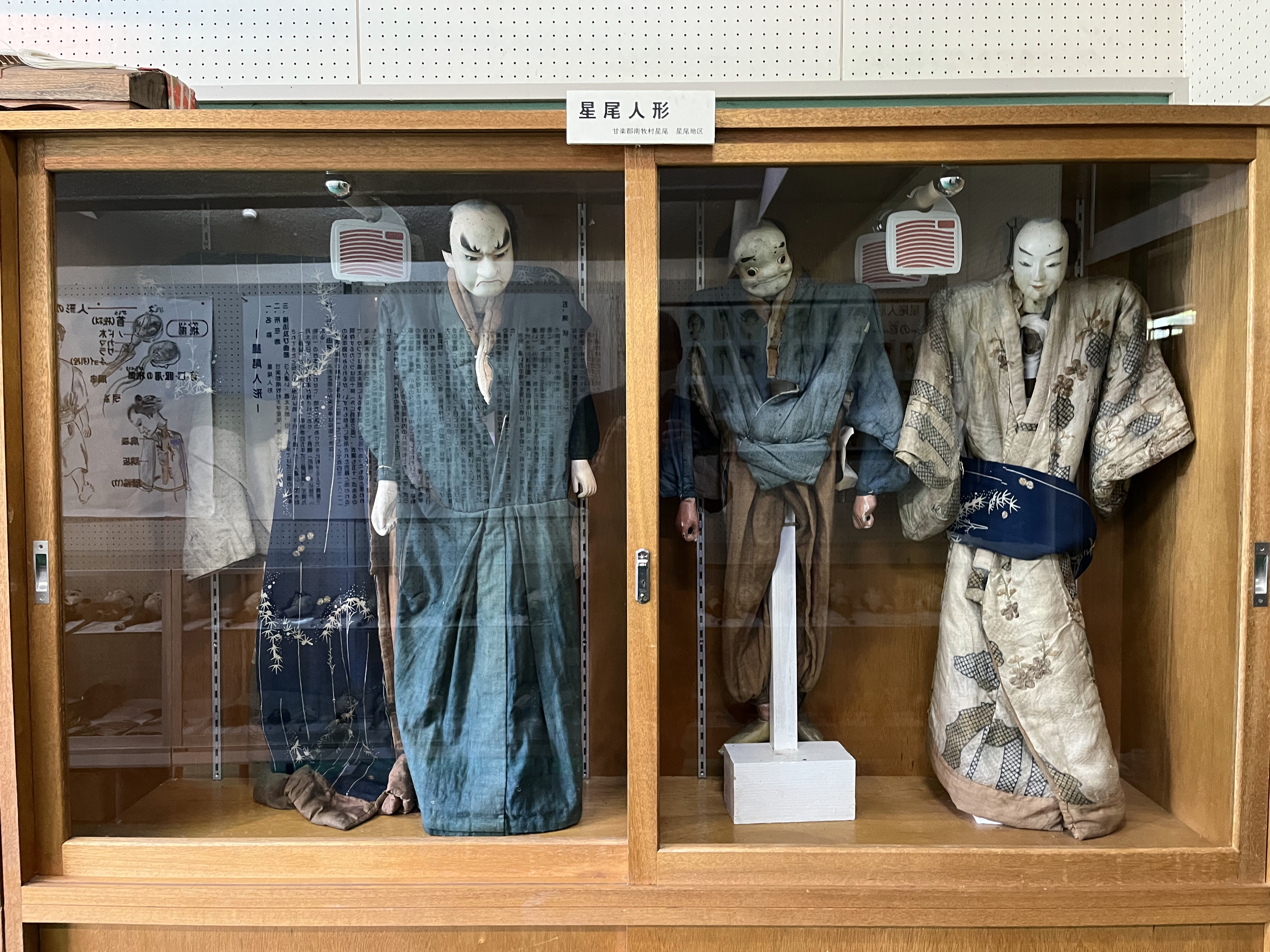

胴串は溝式ではなく、穴を通してカラクリを動かす様式を採用しており、うなじを動かす操作には鯨の髭（偃歯）で作られたウナヅキ技巧のものが使用されていたとされ、これが35点保存されている。偃歯のウナヅキは日本の人形カシラのウナヅキにおける最も古い型式で、時代と共にウナヅキは麻糸や三味線糸に変わっている。胴串でも古い型式が採用されており、下部は直線の棒状で丈夫は目立ったコブシ形となっている。

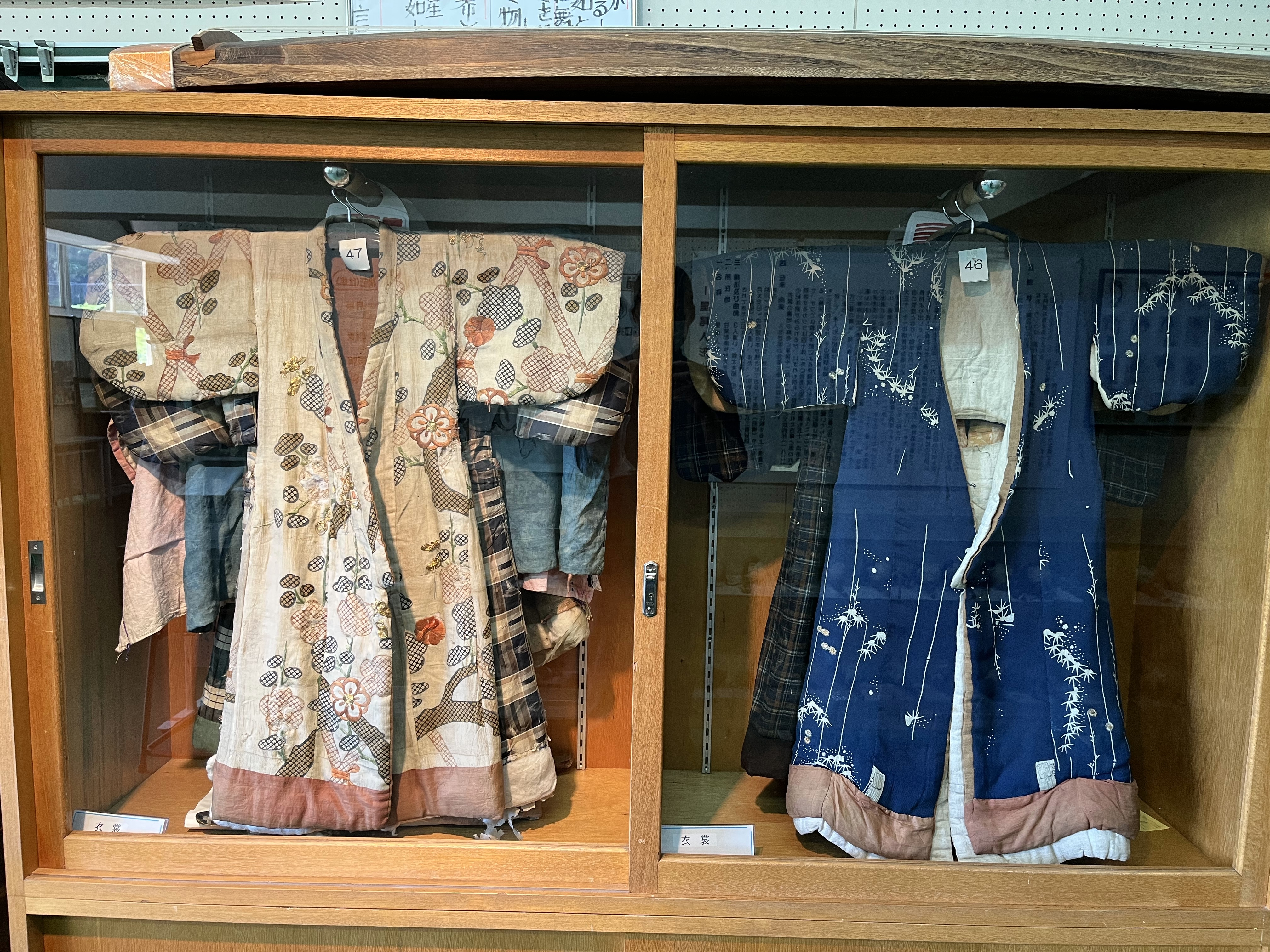

衣装は肩板固定の2体の人形のみ装着して使用していた。そのうちの1着の裏地には「星尾村」「市川勘兵衛」「戸帳壱掛」「権現御神前」「享保十二丁未年十月吉日」の墨書があり、このことから戸帳の布を裏地として使用し享保12年（1727年）ごろにはこれを用いて人形の芝居が行われていたと推測されている。星尾でいつ頃から始められたかは明らかになっていないが、星尾人形と同じ三人使いの人形は群馬県では勢多郡赤城村津久田のもので、これは元禄年間（1688～1703年）に始められたと云う。